# Wie werde ich ihn los – in 10 Tagen?
Wie werde ich ihn los – in 10 Tagen? (Originaltitel: How to Lose a Guy in 10 Days) ist eine US-amerikanische Filmkomödie aus dem Jahr 2003. Der Regisseur war Donald Petrie, das Drehbuch schrieben Kristen Buckley, Brian Regan und Burr Steers. Die Hauptrollen spielten Kate Hudson und Matthew McConaughey.

## Handlung
New York: Die Journalistin Andie Anderson schreibt Ratgeber-Artikel „Wie werde ich …“ im Magazin Composure. Nachdem das Trennungstrübsal einer Kollegin nach sieben Tagen Freundschaft Thema auf der Redaktionskonferenz wird und die Chefin Lana Jang einen Artikel darüber verlangt, macht Andie den Vorschlag, sich einen Typen zu angeln und mit verkehrtem Verhalten wieder zu verscheuchen – als „seitenverkehrten Beziehungsratgeber“. Lana legt den Titel auf „Wie werde ich ihn los – in 10 Tagen“ fest. Zwei Mitarbeiterinnen der Werbeagentur Warren Advertising, Judy Spears und Judy Green, haben anschließend einen Termin im Redaktionsgebäude und werden auch über Andies neues Projekt informiert.
Benjamin „Benny“ Barry arbeitet ebenso für Warren Advertising. Die beiden Judys haben sich eine Kampagne des Juwelenhändlers DeLauer geangelt, für die sich Benny berufen fühlte. Er taucht uneingeladen im Restaurant auf, in dem sich sein Chef Phillip Warren mit den Judys trifft und macht geltend, als „Frauenversteher“ für den Verkauf von Diamanten an die neue Zielgruppe der Frauen geeignet zu sein. Eine der Judys erblickt Andie im Restaurant und bringt Benny zur Aussage, er könne Frauen in Diamanten verliebt machen, weil er sie auch in sich verliebt machen kann. Judy Spears bestimmt Andie als Zielperson und Phillip Warren wettet mit Benny, wenn er mit der verliebten Andie bei der Party der DeLauers in zehn Tagen eintrifft, erhält er die Kampagne.
Andie gibt sich verliebt und nervt Benny gleichzeitig, indem sie endlos unangenehme und peinliche Situationen für ihn erzeugt. So hindert sie ihn zweimal daran, ein Basketballspiel seiner Mannschaft zu verfolgen, beginnt im Kino einen Streit, den Benny ausbaden muss, „dekoriert“ seine Wohnung um und taucht dort bei seinem Pokerabend mit Freunden auf, den sie massiv stört. Als Benny daraufhin seine Wette aufgeben will, schlagen ihm seine Kollegen eine Paartherapie vor. Andie vereinbart eine „Notsitzung“ bei ihrer Freundin Michelle, die eine Beziehungstherapeutin spielt. Als „Ergebnis“ soll Benny Andie seiner Familie vorstellen. Dort erlernt Andie das Kartenspiel „Blödsinn“ und entthront Benny mit Hilfe seiner Familie als bislang unangefochtenen Gewinner.
Andie will den Artikel nicht mehr schreiben, was Lana aber ablehnt. Auf der DeLauer-Party konstatiert Phillip Andies Verliebtheit und gratuliert Benny zur gewonnenen Wette. Benny erfährt von Lana, dass Andie einen Artikel „Wie werde ich ihn los – in 10 Tagen“ geschrieben hat. Gleichzeitig stecken die Judys Bennys Freunden zu, Andie hätte von der Wette gewusst, woraufhin diese eiligst Andie beschwören, für Phillip weiterhin Verliebtheit vorzuspielen. Andie reagiert mit einer weiteren Bloßstellung Bennys, indem sie eine Gesangsnummer von ihm ankündigt. Benny kontert, dass es ein Duett wäre und zum Song von Carly Simon You’re So Vain werfen sie sich beide Frust und Wut an den Kopf, was bei den Partygästen aber ankommt. Benny sagt anschließend zu Andie, dass sie ihn nun losgeworden sei, Andie, dass sie nie liiert gewesen wären. Andie schreibt im Artikel offen über ihre echten Gefühle zu Benny, ihre Chefin ist begeistert, trotzdem will sie Andie nicht erlauben, über anderes als speziell Frauenthemen zu schreiben. Andie kündigt und will nach Washington, D.C. fliegen, um sich dort zu bewerben. Benny liest den Artikel, stoppt die in einem Taxi fahrende Andie und fragt, ob das Geschriebene wahr sei. Andie gesteht dies, aber leugnet, wegzulaufen; daraufhin sagt Benny wie beim Kartenspiel „Blödsinn“. Andie kehrt mit ihm in die Stadt zurück.

## Kritiken
James Berardinelli kritisierte auf ReelViews, dass dem Film eine Liebesgeschichte zwischen den „billigen Gags“ („cheap laughs“) fehle. Er wirke stellenweise wie die Komödie Der Rosenkrieg, aber habe nicht den „Mut“ des Films von Danny DeVito, weil der Regisseur möchte, dass die Zuschauer beide Hauptcharaktere mögen würden. Kate Hudson spiele „sehr gut“, aber mit einer „schockierend eingeschränkten Bandbreite“ der Ausdrucksmittel. Matthew McConaughey sehe so gut aus, dass man seine schauspielerischen Leistungen gar nicht hinterfragen möchte.

„Eine weitgehend geglückte Komödie, die den Geschlechtern pointiert den Spiegel vorhält, ohne sie dabei zu diskreditieren. Erst in dem Moment, in dem sie den romantischen Konventionen des Genres erliegt, verflacht sie zusehends zu einem emotional lauen Rührstück.“

„An dieser Liebes-Komödie ist leider alles vorhersehbar und furchtbar altbacken. Wären nicht die frisch agierenden Darsteller, man hätte es mit einer unterirdisch schlechten TV-Verfilmung der herkömmlichen Art zu tun.“

## Auszeichnungen
David Newman gewann den BMI Film Music Award. Kate Hudson wurde für den MTV Movie Award sowie für den Teen Choice Award (in vier Kategorien) nominiert. Matthew McConaughey wurde für den Teen Choice Award in zwei Kategorien nominiert, Michael Michele wurde für den Teen Choice Award in einer Kategorie nominiert.
Die Deutsche Film- und Medienbewertung FBW in Wiesbaden verlieh dem Film das Prädikat „wertvoll“.

## Hintergründe
Der Film wurde in New York City, in Toronto und in Ayr (Ontario) gedreht. Die Produktionskosten betrugen ca. 50 Millionen US-Dollar. Der Film spielte weltweit ca. 177 Millionen US-Dollar ein, davon etwa 106 Millionen US-Dollar in den Kinos der Vereinigten Staaten.
In Deutschland lief die Free-TV-Premiere am 22. Januar 2006 um 20:15 Uhr auf ProSieben. Diese verfolgten insgesamt 3,22 Millionen Zuschauer bei 9,1 Prozent Marktanteil, in der werberelevanten Zielgruppe waren es 2,66 Millionen Zuschauer bei 16,9 Prozent Marktanteil.